# ActivityPub

Logo di ActivityPub

ActivityPub è un protocollo di reti sociali aperto e decentralizzato basato sul protocollo ActivityPump di Pump.io.
Fornisce un'API client/server per la creazione, l'aggiornamento e l'eliminazione di contenuti, nonché un'API server-to-server per "federare" (distribuire) notifiche e contenuti.
Questo standard è stato introdotto nel gennaio 2018 ed è sviluppato dal World Wide Web Consortium (W3C); è un'evoluzione di Pump.io ed è proposto come sostituzione di OStatus dal W3C Federated Social Web Working Group, lanciato nel luglio 2014, per il Fediverso.

## Stato del progetto
ActivityPub è uno standard di Internet sviluppato dal Social Web Networking Group del World Wide Web Consortium (W3C). Nella fase iniziale il nome del protocollo era "ActivityPump", ma si è ritenuto che ActivityPub indicasse meglio lo scopo di pubblicazione incrociata del protocollo. Ha imparato dalle esperienze con il vecchio standard chiamato OStatus.
Nel gennaio 2018, il World Wide Web Consortium (W3C) ha pubblicato lo standard ActivityPub come raccomandazione.
Il W3C Social Community Group organizza annualmente una conferenza libera sul futuro dell'ActivityPub.
L'ex community manager di Diaspora Sean Tilley nel 2017 ha scritto un articolo che indica che i protocolli ActivityPub potrebbero fornire un modo per federare le piattaforme Internet.

## Software che usano ActivityPub

### Hosting audio
| Nome del software | Utenti totali | Prima versione compatibile con ActivityPub |
| ----------------- | ------------- | ------------------------------------------ |
| Castopod          | ?             | 2020                                       |
| Funkwhale         | 11,448        | 2018                                       |

### Blogging
| Nome del software | Utenti totali               | Prima versione compatibile con ActivityPub | Fork di  |
| ----------------- | --------------------------- | ------------------------------------------ | -------- |
| Akkoma            | 18,108                      | 2022                                       | Pleroma  |
| Epicyon           | 3                           | 2019                                       |          |
| Firefish          | 19,695                      | 2022                                       | Misskey  |
| GNU social        | 368                         | 2018                                       |          |
| GoToSocial        | 1,919                       | 2021                                       |          |
| Honk              | 7                           | 2019                                       |          |
| Iceshrimp         | 3,096                       | 2023                                       | Firefish |
| Mastodon          | 7,630,764                   | (v.1.6) 2017                               |          |
| Micro.blog        | 168,418                     | 2021                                       |          |
| microblog.pub     | 66                          | 2022                                       |          |
| Misskey           | 1,014,613                   | 2018                                       |          |
| Nextcloud Social  | ~50                         | 2018                                       |          |
| Pleroma           | 138,294                     | 2018                                       |          |
| Plume             | 25,290                      | 2018                                       |          |
| Sharkey           | 11,061                      | 2023                                       | Misskey  |
| Snac              | 176                         | 2022                                       |          |
| Socialhome        | 2,325                       | 2016                                       |          |
| Takahē            | 278                         | 2022                                       |          |
| Threads           | 130,000,000 (Febbraio 2024) | 2023                                       |          |
| Wafrn             | 891                         | 2023                                       |          |
| WordPress         | +6,000 blog                 | 2023                                       |          |
| WriteFreely       | 160,761                     | 2018                                       |          |

### Catalogazione libri
| Nome del software | Utenti totali | Prima versione compatibile con ActivityPub |
| ----------------- | ------------- | ------------------------------------------ |
| BookWyrm          | 27,698        | 2021                                       |
| Inventaire.io     | ?             | 2021                                       |

### Social News
| Nome del software | Utenti totali               | Prima versione compatibile con ActivityPub | Fork di |
| ----------------- | --------------------------- | ------------------------------------------ | ------- |
| Flipboard         | 145,000,000 (Febbraio 2023) | 2023                                       |         |
| kbin              | 66,320                      | 2023                                       |         |
| Lemmy             | 392,074                     | 2019                                       |         |
| lotide            | 457                         | 2020                                       |         |
| mbin              | 5,490                       | 2023                                       | kbin    |

### Altro/Multi-formato
| Nome del software             | Utenti totali | Prima versione compatibile con ActivityPub | Tipo                            |
| ----------------------------- | ------------- | ------------------------------------------ | ------------------------------- |
| Friendica                     | 16,229        | (v.2019.01) 2019                           | Blogging, Organizzazione eventi |
| Gancio                        | 1,273         | 2020                                       |                                 |
| Guppe                         | ?             | 2021                                       |                                 |
| Hubzilla                      | 6,143         | (v.2.8) 2017                               |                                 |
| Libervia                      | ?             | 2022                                       |                                 |
| Matrix (attraverso i bridges) |               | 2021                                       |                                 |
| Mobilizon                     | 54,075        | 2020                                       |                                 |
| Owncast                       | 240           | 2022                                       |                                 |
| PeerTube                      | 412,214       | 2018                                       |                                 |
| Pixelfed                      | 281,157       | 2018                                       |                                 |
| Postmarks                     | 22            | 2023                                       |                                 |
| Streams                       | ?             | 2022                                       |                                 |
| Zap                           | 22            | 2019                                       |                                 |